# Bill Cole

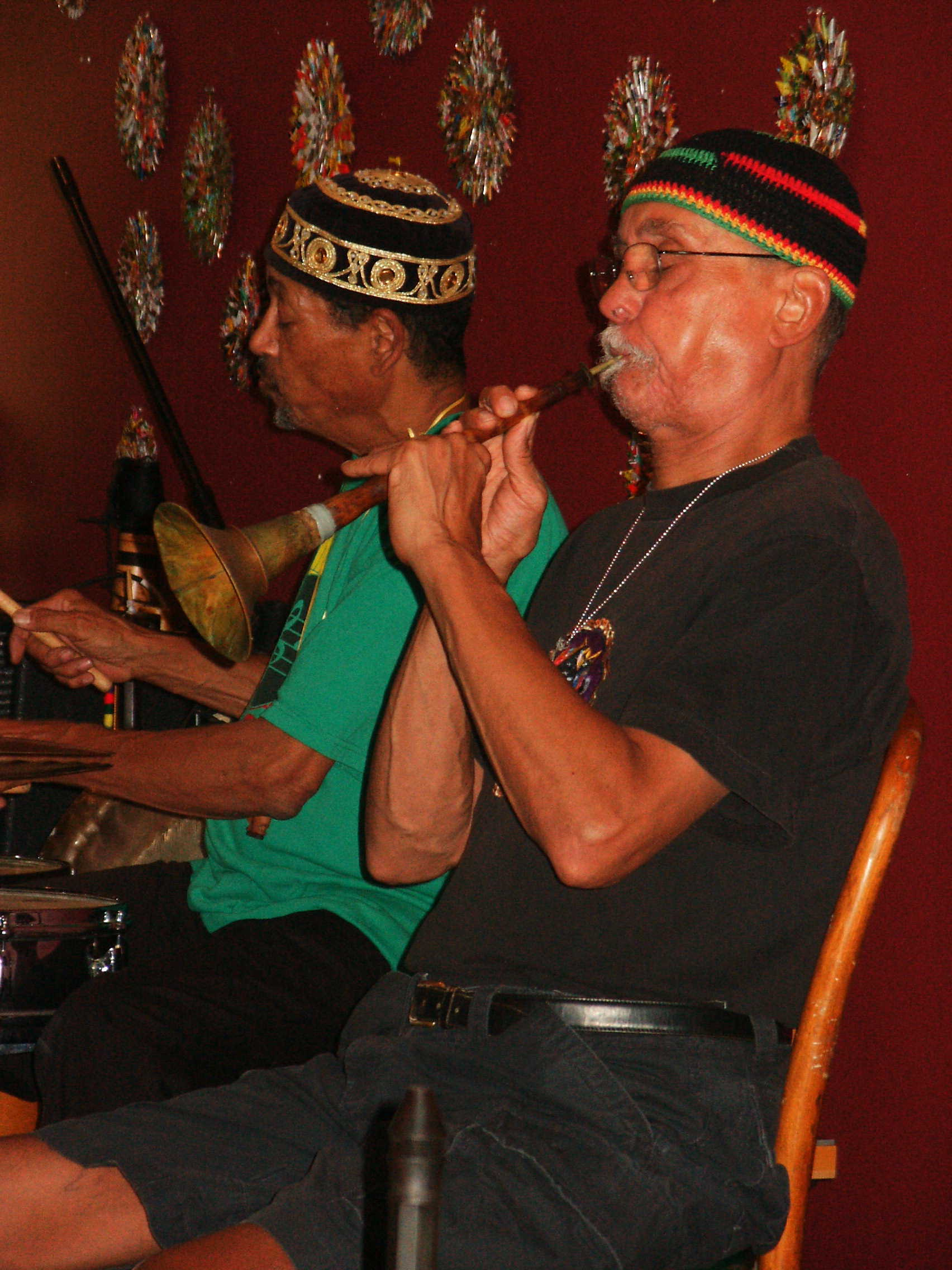
Bill Cole (rechts) bei einem Auftritt mit Warren Smith im Oktober 2005, Takoma Park (Maryland)

Bill Cole  (* 1937 in Pittsburgh als William Shadrack Cole) ist ein US-amerikanischer Jazz-Musiker, Musikethnologe und Hochschullehrer.
Bill Cole spezialisierte sich auf außereuropäische Blasinstrumente wie die ghanaische Atenteben, die chinesische Suona, die koreanische Sohojok und Piri, die südindische Nadaswaram, die nordindische Shehnai, die tibetische Trompete und das australische Didjeridu. Er erwarb den Ph.D. in Musikethnologie an der Wesleyan University mit einer Dissertation über die Musik von John Coltrane.
Neben seiner langjährigen akademischen Tätigkeit arbeitete er außerdem mit Ornette Coleman, Jayne Cortez, Julius Hemphill, Sam Rivers, James Blood Ulmer und Fred Ho. Cole gründete und leitete das Untempered Ensemble, in dem u. a. Sam Furnace, William Parker (For Those Who Are, Still, 2015), Cooper-Moore, Joe Daley und Warren Smith spielen. Unter eigenem Namen legte er einige Alben für das Label Boxholder vor, zuletzt 2005 das dem kurz zuvor verstorbenen Sam Furnace gewidmete Album Proverbs for Sam.
Von 1972 bis 1974 war er als Professor für Musik am Amherst College tätig, danach arbeitete er bis 1990 am Dartmouth College. Später unterrichtete er bis zu seiner Emeritierung im Fachbereich African American Studies an der Syracuse University. Cole veröffentlichte zwei Bücher über den Jazzmusiker Miles Davis und 2001 eine Biographie von John Coltrane.

## Diskographische Hinweise
- Live in Greenfield, Massachusetts (Boxholder, 1999)
- Seasoning the Greens (Boxholder, 2001)
- Duets & Solos, Vol. 1 (Boxholder, 2001)
- Proverbs for Sam (Boxholder, 2005)
- Billy Bang/Bill Cole (Shadrack, 2010)
- Bill Cole / Gerald Veasley: Still Breathing (s/r, 2019)
- Bill Cole / Alex Blake: Still Breathing 2 (s/r, 2019)

## Schriften
- The Style of John Coltrane, 1955–1967. Ph.D. Dissertation. Wesleyan University, Middletown, Connecticut.
- Miles Davis: A Musical Biography. W. Morrow Publishers, 1974.
- Miles Davis: The Early Years. Da Capo Press, 1994.
- John Coltrane. Da Capo Press, 2001.